# Thở gấp
Thở gấp hay thở quá nhanh xảy ra khi tỷ lệ và lượng carbon dioxide lưu thông phế nang vượt quá cơ lượng carbon dioxide cơ thể sản xuất. Với một người thường xuyên thở gấp, có một tình trạng họi là hội chứng thở gấp.
Khi sự lưu thông phế nang trở nên quá lớn, lượng carbon dioxide bị loại bỏ ra khỏi máu sẽ nhiều hơn cơ thể có thể sản xuất. Điều này làm nồng độ cacbon dioxide trong máu giảm và tạo ra một trạng thái gọi là giảm CO2 huyết. Cơ thể thườn cố bù đắp việc này bằng sự trao đổi chất. Nếu sự lưu thông dư thừa không thể bù đắp bằng sự trao đổi chất, nó sẽ dẫn đến sự tăng pH máu. Việc tăng pH trong máu được biết đến là kiềm hóa hô hấp. Khi sự thở gấp dẫn đến kiềm hoá hô hấp, nó có thể gây ra một số triệu chứng về thể chất: chóng mặt, ngứa ran trong môi, tay hoặc chân, nhức đầu, yếu đuối, ngất xỉu và co giật. Trong trường hợp cực đoan, nó có thể gây ra co thắt bàn chân bàn tay (vỗ và co thắt của các tay và chân).
Có những yếu tố bắt đầu sự thở gấp và những yếu tố khác duy trì nó; ví dụ, căng thẳng sinh lý hoặc một cảm giác lo âu có thể bắt đầu nó; sự lo âu cũng có thể duy trì nó.
Các yếu tố khác mà bắt đầu hoặc duy trì sự thở gấp bao gồm giảm áp suất không khí ở cao độ lớn, chấn thương đầu, đột quỵ, rối loạn hô hấp như bệnh hen suyễn, và viêm phổi, vấn đề về tim mạch như sự tặc mạch phổi, thiếu máu, và phản ứng phụ của một số loại thuốc.
Sự thở gấp có thể được tạo ra một cách máy móc với con người bằng máy hô hấp và cũng có thể được tạo ra một cách có chủ ý, bằng cách thở sâu thật nhanh nhiều lần.